# Kiko (księżna)
Kiko (jap. 秋篠宮紀子親王妃 Akishino-no-miya Kiko-shinnōhi; ur. 11 września 1966) jako Kiko Kawashima (jap. 川嶋 紀子 Kawashima Kiko) – japońska księżna, żona księcia Akishino, następcy tronu, członek rodziny cesarskiej poprzez małżeństwo. Jest córką profesora uniwersytetu. Została drugą osobą spoza arystokracji, która dołączyła do rodziny cesarskiej. Pierwszą była obecnie emerytowana cesarzowa, Michiko, w 1959 roku.
Kiko Kawashima urodziła się 11 września 1966 roku w mieście Shizuoka, (prefektura Shizuoka). Jest najstarszym dzieckiem i jedyną córką Tatsuhiko Kawashimy, profesora ekonomii na Uniwersytecie Gakushuin i jego żony, Kazuko. Wczesne dzieciństwo spędziła w Stanach Zjednoczonych, gdzie jej ojciec wykładał na Uniwersytecie Pensylwanii. Uczęszczała do szkoły podstawowej w Wiedniu. Przyszła księżna doskonale opanowała języki angielski i niemiecki. W 1989 roku otrzymała dyplom na Wydziale Psychologii Uniwersytetu Gakushuin. Kontynuowała studia i w 1995 roku ukończyła pierwszą część doktoratu. Księżna jest znana z szacunku i głębokiego zrozumienia dla ludzi głuchych. Doskonale zna język migowy.

## Małżeństwo
Książę Akishino oświadczył się Kiko Kawashimie 26 czerwca 1986 roku, gdy oboje studiowali na Gakushūin, jednakże para nie ogłosiła swoich zamiarów przez następne trzy lata. Zaręczyny zostały oficjalnie zatwierdzone przez dziesięcioosobową Radę Dworu Cesarskiego 12 września 1989 roku. Ślub odbył się 29 czerwca 1990 roku w Pałacu Cesarskim. Wcześniej książę otrzymał pozwolenie Rady Ekonomicznej Dworu Cesarskiego na ustanowienie nowej gałęzi rodu cesarskiego. W dzień ślubu cesarz nadał mu tytuł Akishino no miya (książę Akishino). Od momentu ślubu Kiko Kawashima stała się Jej Cesarską Wysokością Księżną Akishino, mniej formalnie określaną jako księżna Kiko.
Zaręczyny i ślub księcia Akishino z Kiko Kawashimą były bezprecedensowe z kilku powodów. Po pierwsze, pan młody wciąż studiował na Gakushūin i zawarł związek małżeński przed swoim starszym bratem, księciem Naruhito. Po drugie, księżna była pierwszą kobietą z klasy średniej w rodzinie cesarskiej. Mimo że cesarzowa Michiko nie pochodziła z arystokracji, jej rodzina była bardzo bogata; ojciec był prezesem wielkiej firmy młynarskiej. I w końcu: zaręczyny i małżeństwo były określane jako wynik miłości.

## Dzieci
Od 1997 roku książę i księżna Akishino zamieszkują z dziećmi w rezydencji na terenie Cesarskiej Posiadłości Akasaka, w tokijskiej dzielnicy Minato. Para ma dwie córki i syna.
Córki
- Mako Komuro (ur. 23 października 1991)
- Księżniczka Kako Akishino (ur. 29 grudnia 1994)

Syn
- Książę Hisahito (ur. 6 września 2006)

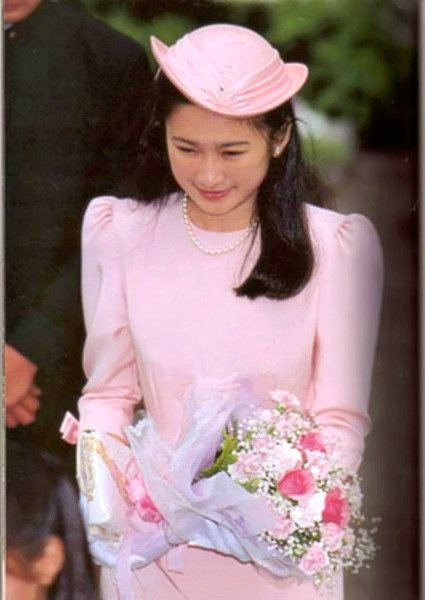
Kiko Kawashima w dniu swojego ślubu (1990)